# Фарский, Карел
Карел Фарский (26 июля 1880, деревня Шкодеев, около Семили, Австро-Венгрия — 12 июня 1927, Прага, Первая Чехословацкая республика) — чехословацкий религиозный деятель, основатель и первый патриарх Чехословацкой гуситской церкви.

## Биография
Карел Фарский родился в семье Франтишека Фарского и его жены Йоханны, урожденной Боховой. Он учился в начальной школе в Ропрахтице, а затем в Академической гимназии в Праге, которую окончил в 1900 году. В 1900-1904 Карел Фарский учился на богословском факультете (католическом) в Карловом университете в Праге, по окончании которого был рукоположен в католические священники (29 июня 1904 года).
В 1904 — 1906 годах Фарский был священником в Острове (Шлакенверте), после чего стал научным сотрудником в Пражском университете. 4 декабря 1909 года он защитил диссертацию доктора богословия (по традиции, на латинском языке) под названием  «De Divinatione et magia in Sancta Scriptura» («О гадании и магии в Священном Писании»), После этого доктор Карел Фарский работал учителем Закона Божьего в нескольких гимназиях (1-й Пражской, 2-й Пражской, 2-й Плезенской).
В Плезене у Фарского возник конфликт со священноначалием из-за его религиозных воззрений. Покинув и гимназию и город, он устроился на работу в религиозный отдел министерства образования только что возникшей независимой Чехословакии.
В Чехословакии, на фоне событий Первой мировой войны, в это время были чрезвычайно сильны антигабсбургские, антиавстрийские настроения. Ненависть к австрийцам, которые были провозглашены «многолетними оккупантами», распространилась и на католическую церковь, которая начала рассматриваться, как агент австрийского влияния. Среди части образованных чехов, в том числе священников, возник запрос на создание собственной, национальной церкви, независимой от Рима. Тем более, что в истории Чехии имелся по этому поводу знаменитый прецедент — движение гуситов.
8 января 1920 года доктор Карел Фарский с группой своих сторонников провозгласил создание независимой Чехословацкой церкви. 15 сентября 1920 года новая юрисдикция была официально признана государством. Создание новой церкви вызвало в обществе большой энтузиазм, даже несмотря на то, что её вероучение, на тот момент, фактически ещё не сформировалось. В конечном итоге, группа последователей соратника доктора Фарского, Матея Павлика, также бывшего католического  священника, откололась от Чехословацкой церкви и создала собственную деноминацию, православную, после чего идеология оставшихся последователей Фарского приобрела более четкие очертания.
В 1924 году, на первом соборе Чехословацкой церкви, Карел Фарский был избран её патриархом и оставался на этой должности вплоть до смерти. В межвоенной Чехословакии влияние Чехословацкой церкви было весьма высоким, однако после Второй мировой войны значительно ослабло на фоне общей борьбы коммунистического правительства против религиозных конфессий. В современной Чехии гуситская церковь уже не так популярна, как ранее, однако, продолжает существовать.
Карел Фарский был талантливым художником-любителем, создавал, в основном, пейзажи.
Именем Карела Фарского названа улица в современной Праге. Также имя Фарского носят церковь его последователей в Семили и собор в Плезене. На фасаде собора над дверью установлен бюст Фарского.

## Галерея

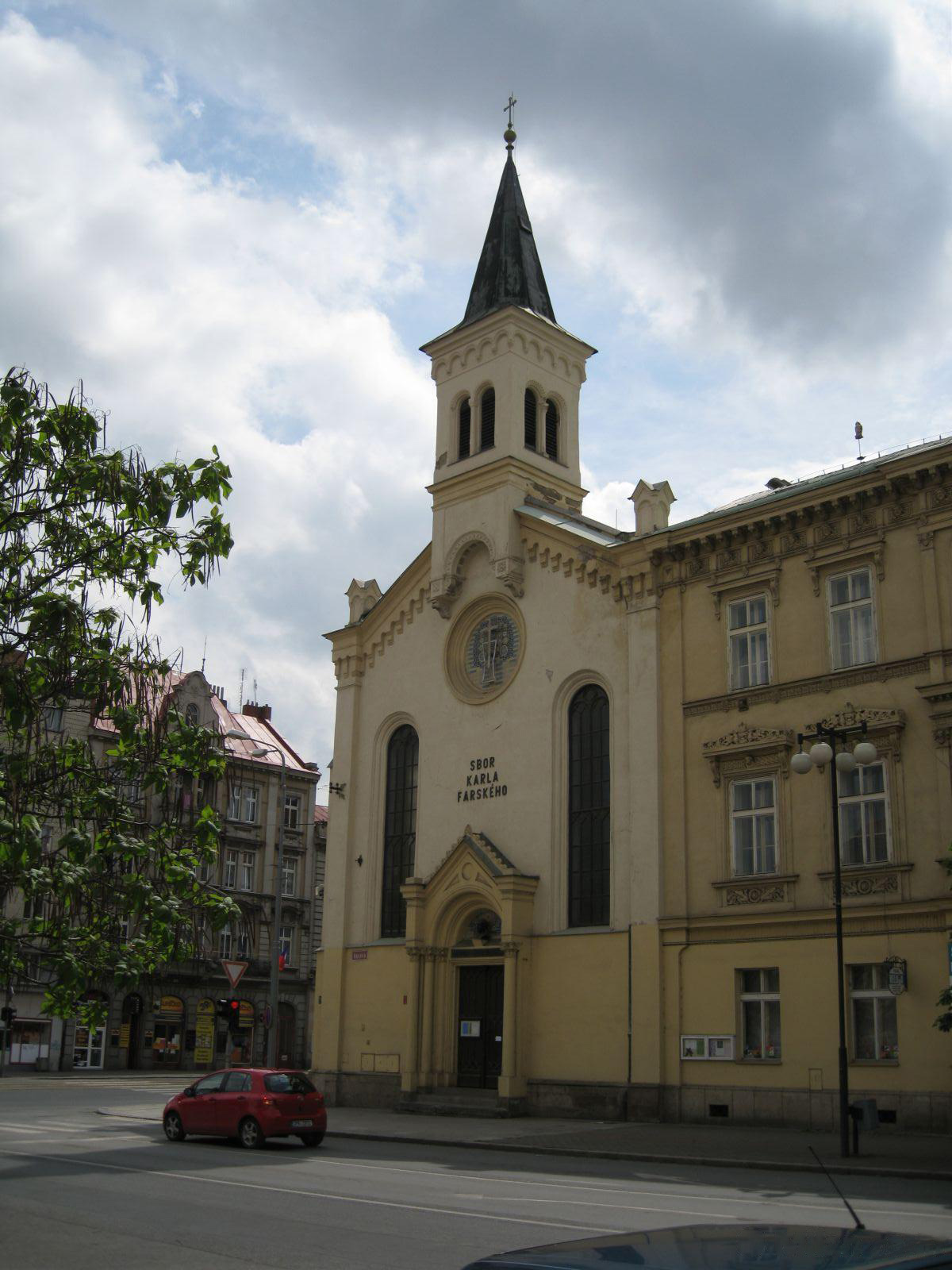
Церковь Карела Фарского, Плезен.
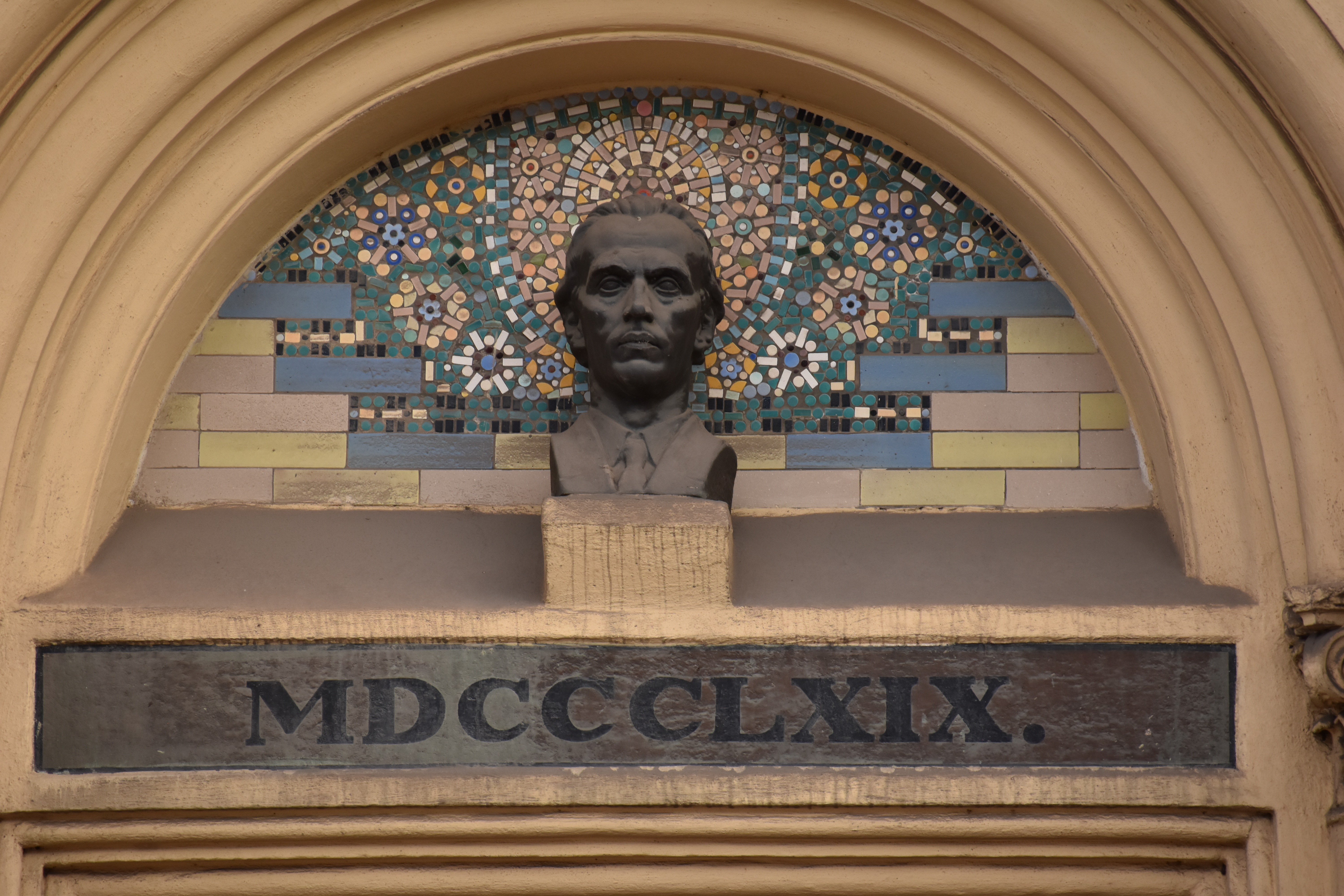
Бюст на фасаде церкви.
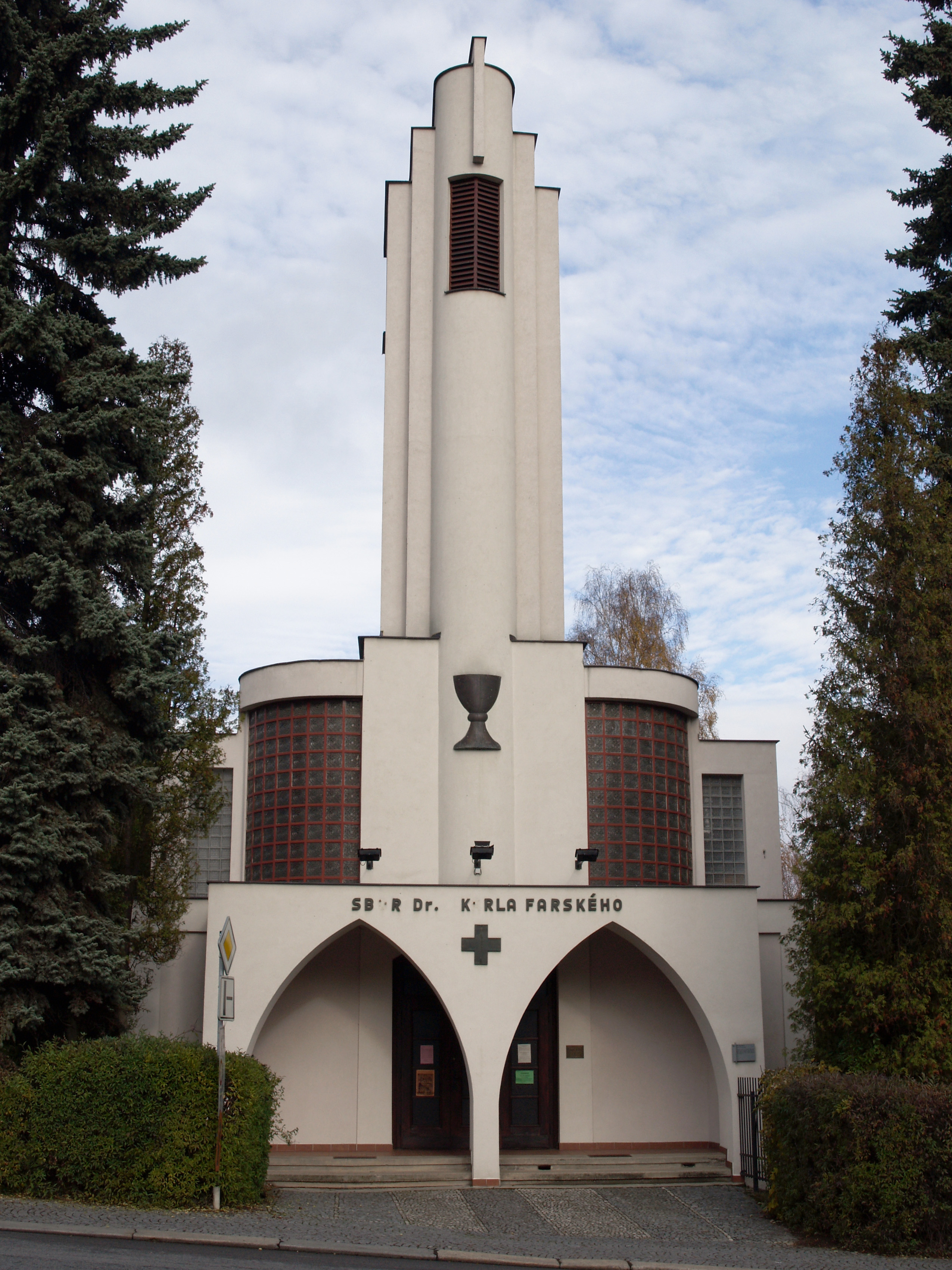
Церковь Карела Фарского, Семили.
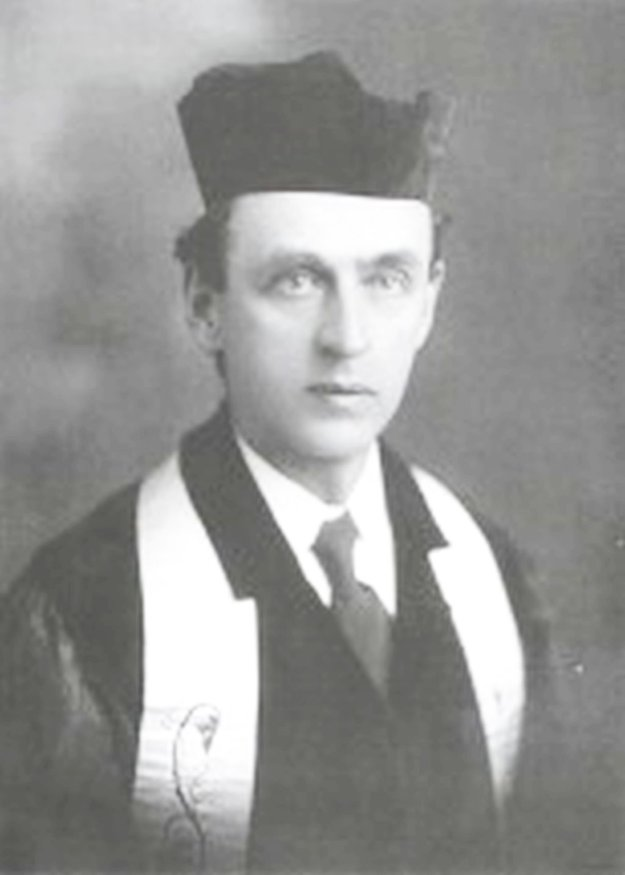
Карел Фарский
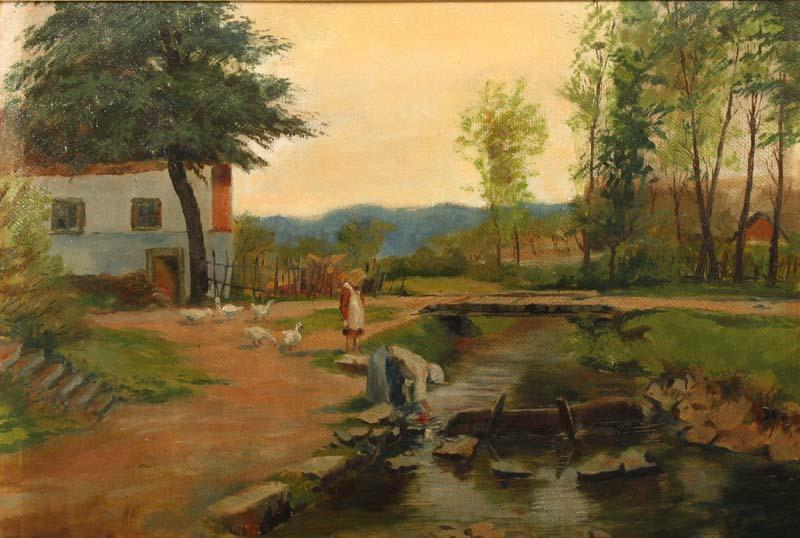
Пример картины Фарского.